# World Association of Zoos and Aquariums
De World Association of Zoos and Aquariums (WAZA) is een internationaal samenwerkingsverband tussen dierentuinen en aquaria over de hele wereld. Er zijn meer dan 300 dierentuinen en aquaria lid, verdeeld over meer dan 50 landen. Ook hebben er meer dan 1.300 dierentuinen en aquaria een indirecte link met de WAZA door lidmaatschappen bij WAZA partners.
De WAZA wil samenwerking tussen dierentuinen en aquaria op het gebied van fokprogramma's, onderzoek, management, goede welzijn voor de dieren, educatie en wereldwijde duurzaamheid. In Nederland zijn er vijf WAZA-dierentuinen: Diergaarde Blijdorp, Artis, Burgers' Zoo, Apenheul en Wildlands Adventure Zoo Emmen. In België zijn er twee WAZA-dierentuinen: ZOO Antwerpen en Pairi Daiza.